# Schlacht bei Sellnitz
In der Schlacht bei Sellnitz (tsch.: Bitva u Želenic) kämpften am 23. September 1438 die Überreste des Heeres der Hussiten gegen die Sachsen. Die Hussiten verloren die Schlacht.

## Vorgeschichte
Die Schlacht wird – wie auch die Schlacht bei Grotniki im Folgejahr – meist noch den Hussitenkriege zugerechnet, die seit dem Einzug von Kaiser Sigismund am 23. August 1436 in Prag im Wesentlichen beendet waren. Zuvor waren am 5. Juli 1436 auf dem Landtag von Iglau zwischen den Vertretern der Hussiten und der kaiserlichen Seite die Iglauer Kompaktaten vereinbart worden. Doch nicht alle Hussiten waren bereit, sich mit diesem Kompromiss abzufinden. 

## Verlauf
Aus den Reihen der Unzufriedenen bildete sich ein Haufen, der vor allem aus den Städten Louny (Laun), Žatec (Saaz) und Slaný (Schlan) Zuzug erfuhr. Angeführt wurde er von Petr Holický ze Šternberka (Peter von Sternberg), Petr ze Zvířetic und Václav Carda z Petrovic. Bei Sellnitz traf der Haufen auf sächsische Truppen, die mit ihrem Herzog Friedrich II. auf dem Heimweg von Prag nach Meißen waren. Das Meißner Heer wurde von Jakoubek z Vřesovic, einst hussitischer Heerführer, jetzt auf der kaiserlichen Seite, und dessen Truppen begleitet. Der nordböhmische Haufen versuchte, sich in einer Wagenburg zu verteidigen. Doch die Wagenburg wurde von den sächsischen Truppen, unterstützt von Jakoubek z Vřesovic und dessen Mannschaften, eingenommen. Etwa 2.000 Hussiten fanden den Tod, ebenso viele gerieten in Gefangenschaft.